# Al-Kāfirūn

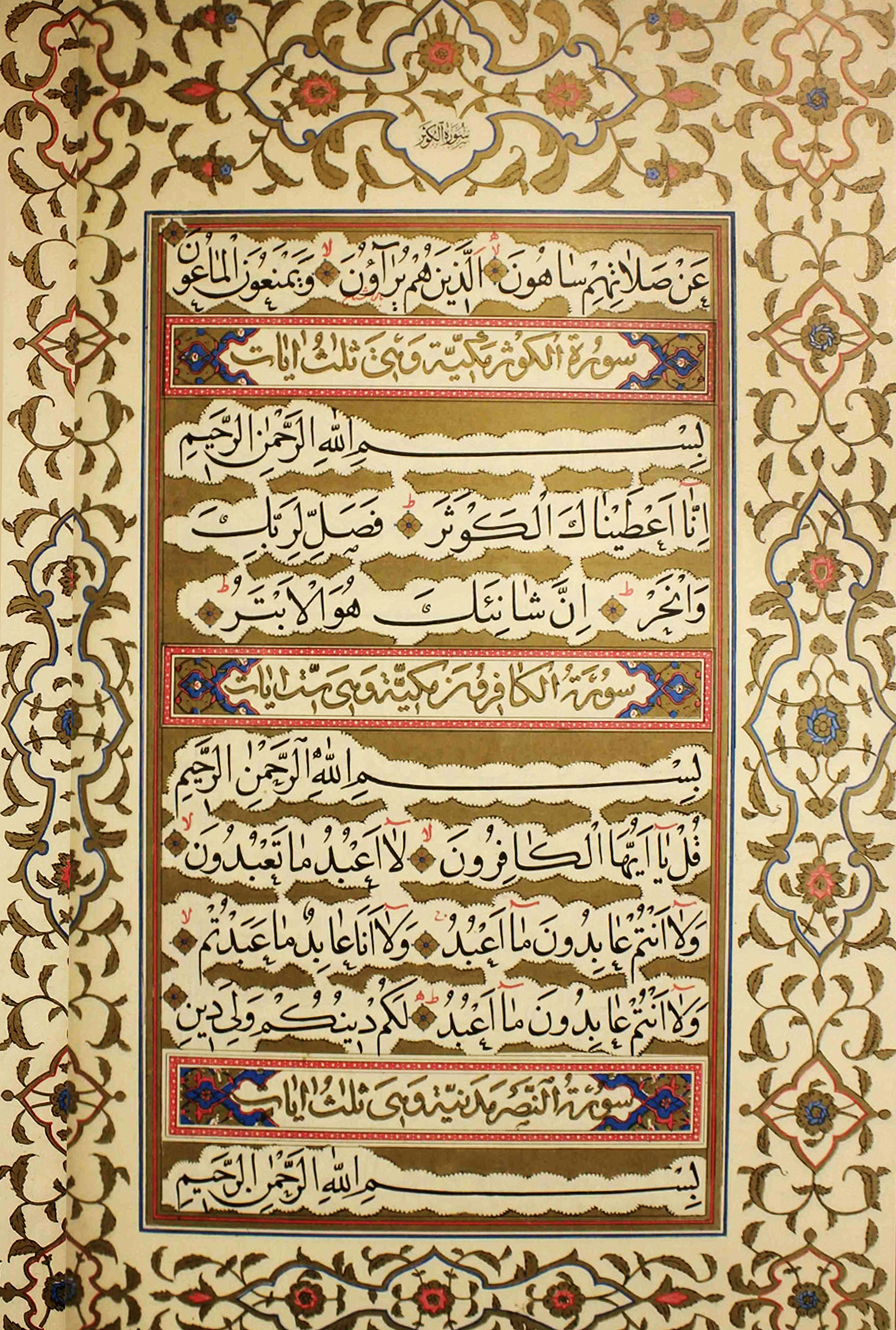
Sura al-Kafirun i bildkonstnären Ahmad Neyrizis koranexemplar, nere i mitten.

Al-Kāfirūn (arabiska: سورة الكافرون, “Sanningens förnekare”) är den etthundranionde suran (kapitlet) i Koranen med 6 ayat (verser). Den uppenbarade sig för profeten Muhammed under hans tid i Mekka.
Nedan följer surans verser i översättning från arabiska till svenska av Mohammed Knut Bernström. Översättningen har officiellt godkänts av al-Azhar-universitetets islamiska forskningsinstitution.[källa behövs]

## Sanningens förnekare
I Guds, den Nåderikes, den Barmhärtiges namn!
1. SÄG: "Ni som förnekar sanningen!
2. Jag dyrkar inte vad ni dyrkar.
3. Inte heller dyrkar ni vad jag dyrkar.
4. Och jag kommer aldrig att dyrka vad ni dyrkar,
5. och ni kommer heller aldrig att dyrka vad jag dyrkar.
6. Ni har er tro - och jag har min tro!"